# 三臂星虫
三臂星虫（学名：Triastrum aurivillii）为孔盘虫科三臂星虫属的动物。在中国，分布于东海等海域。